# Лычев, Иван Акимович
Иван Акимович Лычёв (30 мая (11 июня) 1881, с. Обшаровка Самарского уезда Самарской губернии — 16 ноября 1972, Москва) — советский партийный и государственный деятель.

## Биография
Призван на флот в 1902 году, зачислен в 36-й флотский экипаж Черноморского флота. Учился в Кронштадтских минных классах, служил на учебном судне «Березань», а затем на броненосце «Князь Потёмкин-Таврический», минно-машинный квартирмейстер 2-й статьи.

### В эмиграции
Участник известного восстания на броненосце «Потёмкин», во время восстания входил в состав судовой комиссии. После высадки потёмкинцев в Констанце — в эмиграции в Румынии. Жил в городах Бузэу, Бухаресте, Кымпине, Плоешти. Работал котельщиком, машинистом паровой молотилки, рабочим нефтеперегонного завода «Звезда Румынии». Принимал участие в работе «Объединённого матросского комитета в Бухаресте». Как член севастопольской организации РСДРП подписал «Открытое письмо к русскому пролетариату» группы матросов «Потёмкина», опубликованное в «Искре» 15 июля 1905 года. В городе Кымпыне жил в социалистической матросской коммуне. Поддерживал контакты с З. К. Арборе-Ралли и К. Доброджану-Геря.
Женился на соотечественнице, в эмиграции у них родились дочери Серафима (1912—1991, в 1930-1950-х годах гражданская жена и «муза» художника Александра Дейнеки) и Раиса (выйдет замуж за однокурсника, в будущем инженера-электротехника Кесаря Борисовича Маркова, от их потомков и получены сведения о семье Лычёва).
В 1907 году по паспорту на имя Дорфмана уехал в Канаду, где жил в коммуне матросов и русских эмигрантов под Монреалем. После распада коммуны работал слесарем на заводе в Монреале. В 1910 году — механик на леспопильных заводах в Британской Колумбии, в 1913 году — механик железнодорожных мастерских в городе Огдене штата Юта.
В 1914—1917 годах жил в Нью-Йорке, работал на артиллерийском предприятии. Член Американской социалистической партии, секретарь её Русского социал-демократического отдела. Переписка Лычева с родственниками в Самарской губернии перлюстрировалась местным охранным отделением.
В ноябре 1917 года через Осло и Стокгольм вернулся вместе с женой и дочерьми в Россию.

### Карьера в СССР
В 1918—1923 годах председатель ревкомов Самарского и Пугачёвского уездов, заместитель председателя Самарского губисполкома, председатель губсоюза потребительских обществ. В 1923—1925 годах секретарь Самарского губкома партии.
С 1929 года — Генеральный консул СССР в Великобритании. В 1932—1935 годах председатель ЦКК и народный комиссар РКИ Белоруссии.
С 1935 года — управляющий делами ЦК ВКП(б). С 1938 года на хозяйственной работе.
В 1930-е гг. работал заместителем директора по хозяйственной работе Московского химико-технологического института им. Д. И. Менделеева.
С 1948 года — персональный пенсионер.
Делегат XI, XIII, XV, XVI, XVII съездов партии; на XV съезде избирался членом ЦКК, на XVII-м — членом КПК ВКП(б). Член ВЦИК и ЦИК СССР.
К 60-летию восстания на броненосце «Потёмкин», в 1965 году, было возрождено присвоение звания Почётный гражданин Одессы. Лычёв вместе с двумя другими участниками восстания Царёвым и Шестидесятым первым получил это звание.

## Награды
- Орден Ленина (13 июня 1955 — в связи с пятидесятилетием общественно-политической деятельности)
- Орден Красного Знамени (20 июля 1955 — в ознаменование пятидесятилетия восстания на броненосце «Потёмкин»)

## Сочинения
- Воспоминания потёмкинца. М.,Л., 1925.
- Мятеж на «Потёмкине». Самара, 1925.
- Потёмкинцы. Хабаровск, 1935.
- Потёмкинцы. Минск, 1936.
- Потёмкинцы. Воспоминания участника восстания на броненосце «Князь Потёмкин-Таврический». М., 1937.
- Потёмкинцы. Воспоминания о восстании на броненосце «Князь Потёмкин-Таврический». М., 1954.
- Подготовка и восстание на броненосце «Потёмкин» // Военные моряки в период первой русской революции 1905—1907 гг. М. 1955.
- Годы борьбы. Записки старого большевика. Куйбышев. 1957.
- Потёмкинцы. М., 1965.